# Avalon (New South Wales)
Avalon, ursprünglich Avalon Beach, ist ein Vorort der australischen Metropole Sydney. Durch Veränderungen von regionalen Verwaltungsgrenzen wurde er im Jahr 2012 in Avalon umbenannt. Der Vorort liegt etwa 32 Kilometer nördlich von Sydney im Pittwater Council am Pazifik an den Northern Beaches. Avalon liegt östlich von Clareville zwischen Whale Beach im Norden und Bilgola im Süden.
Der Vorort hatte im Jahr 2021 10.379 Einwohner.

## Geschichte
Vor der europäischen Kolonisation bewohnten die Aborigines der Kuringai das Gebiet um Pittwater. In dem Gebiet von Avalon gibt es mehrere mystische Orte dieser Aborigines.
Der erste europäische Siedler, der sich in dem Gebiet von Avalon im Jahr 1833 niederließ, war der katholische Priester John Joseph Therry. Er kaufte Land, baute eine Kirche und plante eine Stadt namens Brighton zu gründen. Sein Versuch einen Kohlebergbau aufzubauen, scheiterte. 1880 starb Therry und das Land wurde zu Kauf angeboten und das Gebiet verwaiste.
1920 kaufte AJ Small das Land, teilte es und nannte es Avalon. Er bezog sich dabei Avalon, einen mythischer Ort in der Artussage, der bei Glastonbury in Großbritannien liegen soll. Small errichtete den Palmgrove Park, einen Golfkurs und pflanzte Norfolk-Tannen entlang der Strandlinie.

## Schulen
Es gibt drei Schulen in Avalon.
- Barrenjoey High School
- Avalon Public School
- Maria Regina Catholic Primary School